# Большое Ивановское (Вологодская область)
Большое Ивановское — деревня в Шекснинском районе Вологодской области.
Входит в состав сельского поселения Угольского, с точки зрения административно-территориального деления — в Угольский сельсовет.
Расстояние по автодороге до районного центра Шексны — 25 км, до центра муниципального образования Покровского — 1 км. Ближайшие населённые пункты — Савинское, Низкие, Максимовское, Покровское.
По переписи 2002 года население — 29 человек (12 мужчин, 17 женщин). Всё население — русские.